# Немогућа мисија
Немогућа мисија (енгл. Mission: Impossible) је амерички акциони шпијунски филм из 1996. године, режисера Брајана де Палме, према сценарију који су написали Дејвид Кеп и Роберт Таун, са Томом Крузом у главној улози. Континуација је истоимене ТВ серије из 1966. и њеног наставка из 1988, као и прво остварење у филмском серијалу Немогућа мисија. У споредним улогама су Џон Војт, Еманијел Беар, Хенри Черни, Винг Рејмс, Кристин Скот Томас, Ванеса Редгрејв и Жан Рено. Радња прати агента Итана Ханта, оптуженог за издају своје агенције, који се бори да докаже своју невиност и разоткрије праве кривце.
Бројни напори Paramount Pictures-а да направи филмску адаптацију Немогуће мисије нису напредовали све док Круз није основао Cruise/Wagner Productions и одлучио се за овај филм као свој инаугурални пројекат. Развој је у почетку започео са редитељем Сиднијем Полаком, али је већина коначног сценарија завршена након што су ангажовани де Палма, Стивен Зејлијан, Кеп и Таун; де Палма је такође дизајнирао већину акционих секвенци, док је Круз сам извео већину својих каскада. Главно снимање почело је у марту 1995. и трајало је до августа те године, а филм је сниман у Лондону, студију Pinewood у Енглеској и Прагу (реткост у Холивуду у то време).
Филм је биоскопски објављен 22. маја 1996. године. Добио је углавном помешане до позитивне критике критичара, који су похвалили акционе сцене, режију и Крузову глуму, али су критиковали замршену радњу; чланови глумачке екипе оригиналне телевизијске серије негативно су примили филм. Филм је зарадио 457,7 милиона долара широм света, што га чини трећим филмом са највећом зарадом 1996. године. Наставак, Немогућа мисија 2, објављен је 2000. године.

## Радња
Након завршетка мисије у Кијеву, Џим Фелпс и његов најновији тим Агенције за немогуће мисије (ИМФ) су послати у Праг да спрече одметнутог агента Александра Гољицина да украде листу оперативаца под незваничним покривањем ЦИА-е. Међутим, мисија неочекивано пропада након што је листа украдена и тим побијен један по један, заједно са Гољицином, а Фелпсов агент Итан Хант остаје једини преживео.
Директор ИМФ-а Јуџин Китриџ разговара са Хантом у ресторану. Хант схвата да је још један тим ИМФ-а био присутан током мисије и сазнаје да је операција била намештаљка да се намами кртица унутар ИМФ-а уз помоћ Гољицина, који је представљен као одметнути агент. Верује се да кртица ради са трговцем оружјем по имену „Макс” као део „Посла (Јова) 314”. Схвативши да Китриџ сумња да је он кртица, Хант бежи користећи експлодирајућу жваку која му је дата пре мисије.
Након што се врати у сигурну кућу у Прагу, Хант схвата да се „Посао (Јов) 314” заправо односи на библијску књигу Јов 3:14 где је „Јов” шифровано име кртице. Фелпсова супруга Клер, за коју се мислило да је убијена током мисије, стиже у сигурну кућу, објашњавајући да ју је Фелпс пре смрти упозорио да су компромитовани што јој је омогућило да побегне. Хант договара састанак са Макс како би је упозорио да је листа оперативаца коју има лажна и опремљена уређајем за праћење. Макс схвата да Хант говори истину и они избегавају напад Китриџа и другог тима ИМФ-а. Хант убеђује Макс да може да добије праву листу оперативаца у замену за 10 милиона долара и Јовов прави идентитет.
Хант и Клер регрутују два дезавуисана агента ИМФ-а, хакера Лутера Стикела и пилота хеликоптера Франца Кригера. Инфилтрирају се у штаб ЦИА-е у Ланглију, краду аутентичну листу и беже у Лондон. Кригер узима дискету на којој се налази листа, али Хант га превари да је преда пре него што је да Стикелу на чување. Китриџ наводно хапси Хантову мајку и ујака да би намамио Ханта. Након што је сазнао за хапшења, Хант контактира Китриџа преко телефонске говорнице, намерно дозвољавајући ИМФ-у да уђе у траг позиву. Фелпс се неочекивано појављује, препричава како је преживео пуцњаву и открива Ханту да је Китриџ кртица. Међутим, Хант је већ схватио да је Фелпс кртица након што је открио да је Библија коју је користио у Прагу узета из хотела у Чикагу, где је Фелпс био стациониран на претходном задатку. Хант се претвара да верује Фелпсу и договара да размени листу оперативаца са Макс у ТЖВ возу за Париз, тајно позивајући Китриџа на овај састанак.
У возу, Хант упућује Макс на листу и она га шаље до вагона за пртљаг где се налазе новац и Јов. У међувремену, Стикел користи уређај за ометање да спречи Макс да отпреми листу на своје сервере. Клер одлази до вагона да покупи свој део новца од Фелпса, само да би схватила да је он заправо прерушен Хант. Када прави Фелпс стигне и узме новац на нишану, Хант шаље Китриџу снимак сукоба уживо, разоткривајући Фелпса као кртицу. Клер покушава да наговори свог мужа да се преда, али је Фелпс убија и пење се на кров воза, где Кригер чека са хеликоптером. Док Фелпс покушава да се попне на хеликоптер користећи привез, Хант га закачи за воз, спречавајући Кригера да одлети и тера хеликоптер да уђе у Евротунел. Он користи још један комад експлодирајуће жваке да разнесе хеликоптер, убијајући Фелпса и Кригера. Китриџ приводи Макс и враћа листу оперативаца од Стикела. Пошто су он и Стикел враћени у ИМФ, Хант није сигуран да ће се вратити у тим. На лету кући, прилази му стјуардеса и пита га, кроз шифровану фразу, да ли је спреман да преузме нову мисију као вођа тима.

## Улоге
| Глумац             | Улога               |
| ------------------ | ------------------- |
| Том Круз           | Итан Хант           |
| Џон Војт           | Џим Фелпс / Јов 314 |
| Еманијел Беар      | Клер Фелпс          |
| Винг Рејмс         | Лутер Стикел        |
| Ванеса Редгрејв    | Макс                |
| Хенри Черни        | Јуџин Китриџ        |
| Жан Рено           | Франц Кригер        |
| Кристин Скот Томас | Сара Дејвис         |
| Емилио Естевез     | Џек Хармон          |
| Марчел Јуреш       | Александар Гољицин  |

## Зарада
- Зарада у САД - 180.981.856 $
- Зарада у иностранству - 276.714.503 $
- Зарада у свету - 457.696.359 $